# Bröms (adelsätt)
Bröms är en adelsätt med nummer 161. Beskrivningen av denna ätts äldsta led hos Elgenstierna och därmed också hos Anrep uppges vara felaktig, och uppgifterna hos den förra sp, legat till grund för Adelsvapen-Wiki har rättats av Berit Sjögren.
Ättens stamfar Nils Jonsson (Andersson hos Anrep) Ruiska, adlades  1486 av Sten Sture den äldre. Namnet Bröms antogs av dennes sonsöner efter deras mor.